# Черно мамо
Черното мамо (Drepanis funerea) е изчезнал вид птица от семейство Чинкови (Fringillidae).

## Разпространение
Видът е бил разпространен в САЩ.